# 组织行为学
组织行为学（英語：Human Behavior in Organization），是通过研究一定组织体系内人的心理和行为表现及其规律，从而提高预测、引导和控制人的行为的能力，以实现组织既定目标的一種社會科学。

## 從眾
個體在行為上的調適，以符合團體的規範。團體的從眾壓力，是否對個別成員的判斷力和態度產生影響？經由所罗门·阿希（Solomon Asch）的實驗，結論是：團體規範會壓迫成員要順從（conformity）。因為我們希望成為團體的一份子，並避免與他人有顯著的不同，所以捨棄自己的主見而附應團體的意見。
從眾行為可以用社會資訊處理理論（Social Information Processing Theory）來解釋，這個理論是由傑勒德·R·塞蘭尼克（Gerald R. Salancik）和傑弗瑞·菲弗（Jeffrey Pfeffer）在1978年提出，基本的前提是說人是一個有機體，會根據所處的社會背景（social context）和情境（situation）的狀況，當成一個資訊來處理，然後調適其個人的態度、行為和信念等等。我們也可以這樣說，人們會使用社會環境中他人的價值、規範、期望及行為結果等等資訊，用以引導個人的行為。
因為社會資訊影響一個人的程度可能是不同的，塞蘭尼克和菲弗又分為三個不同程度的作用，稱之為影響的程序（processes of influence），分別為遵守（compliance）、認同（identification）和內化（internalization）。

## 管理角色
1960年代末期，MIT的研究生Henry Mintzberg針對5名主管，進行一項縝密的研究，以了解管理者的工作內容。根據他的觀察，總結出管理者扮演的角色可分為十種，而角色之間的相關程度高。這十種角色可分三類：人際性、資訊性以及決策性角色。
- 人際性角色（Interpersonal Roles）

所有管理者多多少少都要執行一些儀式或象徵性的工作。例如，校長在畢業典禮上頒發證書，公司主管招待前來參訪的學生，他們都是在扮演主管（figurehead）的角色。管理者還有領導者（leadership）角色，包含招募、訓練、激勵或懲處員工。第三個角色是連絡者（liaison），與他人聯繫以取得資訊。例如，業務經理透過公司品管部門得到一些情報時，就是運用了內在連絡關係；業務經理若是從其他公司探到一些消息，則是運用了外在連絡關係。
- 資訊性角色（Informational Roles）

所有管理者都會從外界的組織或組織內部蒐集資訊。管理者藉由傳媒或與他人交談，以了解一般大眾的偏好或競爭對手的活動資訊，這是偵查者（monitor）。把手邊得到的資訊傳送給組織其他成員，這時就是傳達者（disseminator）。此外，管理著也扮演發言人（spokesperson），代表組織向外界發表意見。
- 決策性角色（Decisional Roles）

管理者提出並監督可以改善組織績效的新方案，是企業家角色（entrepreneur）。在清道夫角色（disturbance handlers），管理者採取因應措施，排除未預期的困難阻礙。作為一個資源分派者（resource allocators）管理者要負責調度人力、物力及財務資源。最後一個是協商者（negotiator），管理者必須和其他單位討論與協調，替自己的單位爭取福利。
| 角色       | 描述                                   |
| ---------- | -------------------------------------- |
| 主管       | 成為組織象徵，負法律與社會責任         |
| 領導者     | 負責激勵與引導部屬                     |
| 連絡者     | 建立向外蒐集情報之網路                 |
| 偵查者     | 像中樞神經般，廣泛收集組織內外的資料   |
| 傳達者     | 將從各種管道獲得的資訊，傳送給其他成員 |
| 發言人     | 對外宣告組織計畫、政策、行動或成果     |
| 企業家     | 檢視組織與環境中的機會，以適時發動變革 |
| 清道夫     | 排除組織遭遇的重大且未預期的阻礙       |
| 資源分派者 | 決定或核准組織重大決策                 |
| 協商者     | 在重大協商中代表組織                   |

- H.Mintzberg,The Nature of Work （Upper Saddle River,NJ:Prentice Hall,1973）.

## 角色認同
個人的態度和實際行為能與角色一致，就構成了角色認同（role identity）。當人們發現情境及其要求起了明顯的變化時，他們有迅速變換角色的能力。例如：當工會幹事升任為領班時，我們可以發現在幾個月內，他的態度會從傾向於工會轉為傾向管理當局。